# Mérion superbe
Vous lisez un « article de qualité » labellisé en 2013.
Malurus cyaneus
Espèce
Statut de conservation UICN

 LC  : Préoccupation mineure
Le Mérion superbe (Malurus cyaneus) est une espèce d'oiseaux de la famille des Maluridae, commun et familier en Australie du Sud-Est et en Tasmanie. L'espèce présente un fort dimorphisme sexuel : le mâle en plumage nuptial a la calotte, les couvertures parotiques, le manteau et les plumes de la queue d'un bleu éclatant ; les mâles non reproducteurs, les femelles et les jeunes ont un plumage plus uniforme dans les tons de gris-brun. Ce dimorphisme a par le passé valu à l'espèce d'être considérée comme polygame, les oiseaux ternes étant systématiquement pris pour des femelles.
Le Mérion superbe est sédentaire et territorial. Comme d'autres Maluridae, il est remarquable pour plusieurs caractéristiques comportementales particulières ; les oiseaux sont socialement monogames et, bien qu'ils forment des couples entre un mâle et une femelle, chaque partenaire peut s'accoupler avec d'autres individus voire aider à l'élevage des jeunes d'autres couvées. Lors de la parade nuptiale, les mâles arrachent des pétales jaunes et les exhibent aux femelles. Le Mérion superbe se nourrit principalement d'insectes et complète son alimentation avec des graines.
Ce mérion peuple une grande variété d'habitats, vivant presque dans n'importe quelle zone où il dispose au moins d'un petit taillis dense pour se mettre à l'abri, comme dans les pâturages avec quelques buissons épars, dans les forêts peu épaisses, les bois, les landes et les jardins privés. Il s'est bien adapté à l'environnement urbain et est commun dans les banlieues de Sydney, de Canberra et de Melbourne. Jusqu'à six sous-espèces sont reconnues, mais seules deux sont généralement distinguées : M. c. cyaneus et M. c. cyanochlamys, plus petite et plus pâle. Le Mérion superbe est considéré comme espèce de « préoccupation mineure » par l'Union internationale pour la conservation de la nature.

## Description

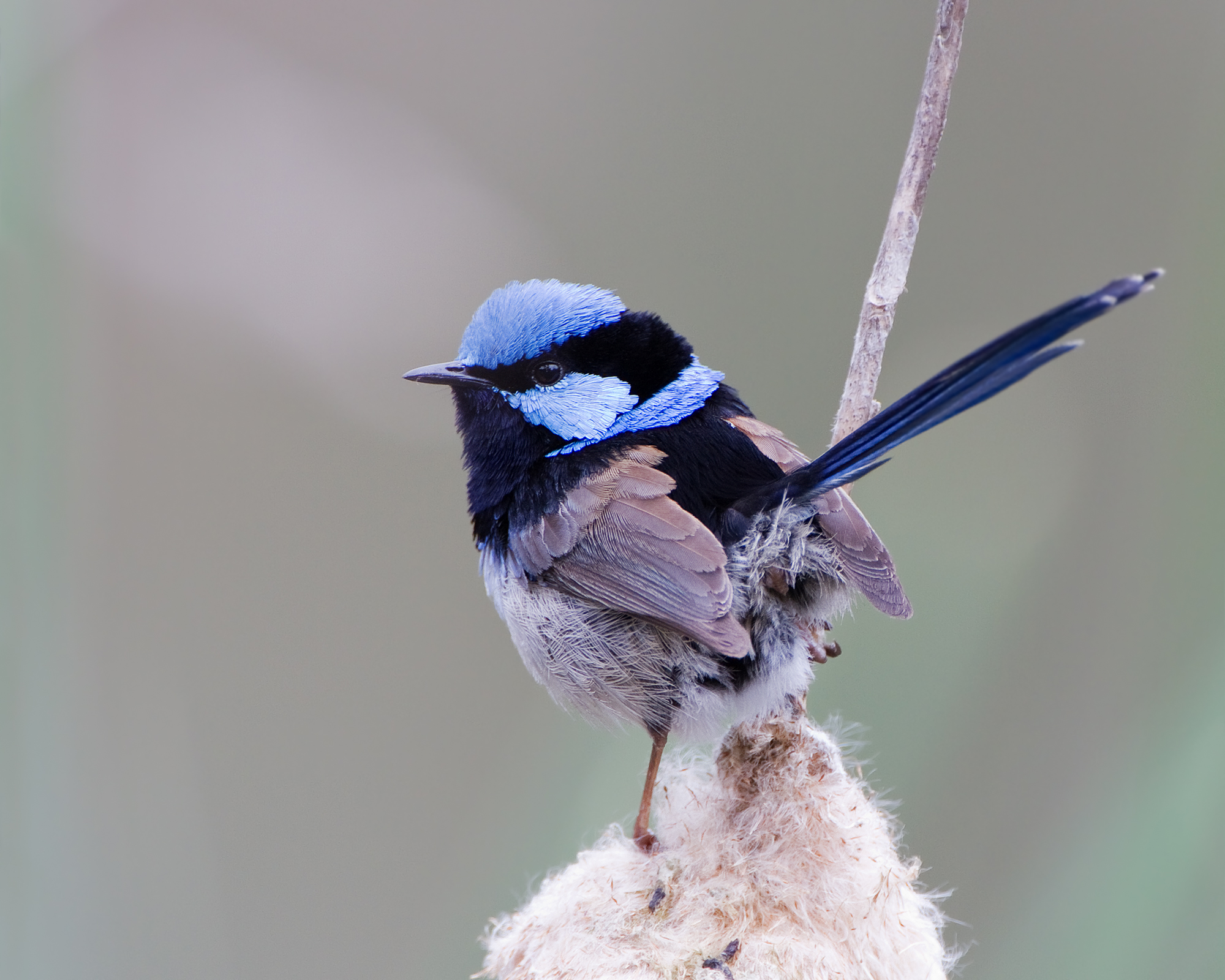
Mâle de la sous-espèce M. c. cyaneus, en Tasmanie.

Le Mérion superbe mesure 14 centimètres de long et pèse de 8  à   13 grammes, les mâles étant en moyenne légèrement plus grands que les femelles. La queue mesure en moyenne 5,9 cm de long, ce qui en fait l'une des plus courtes parmi le genre Malurus. Le bec est relativement long, mesurant en moyenne 9 mm pour la sous-espèce cyaneus et 8 mm chez les autres ; il est étroit et pointu, et s'élargit à la base. Plus large à la base qu'il n'est long, le bec a la même forme que celui des autres oiseaux insectivores.

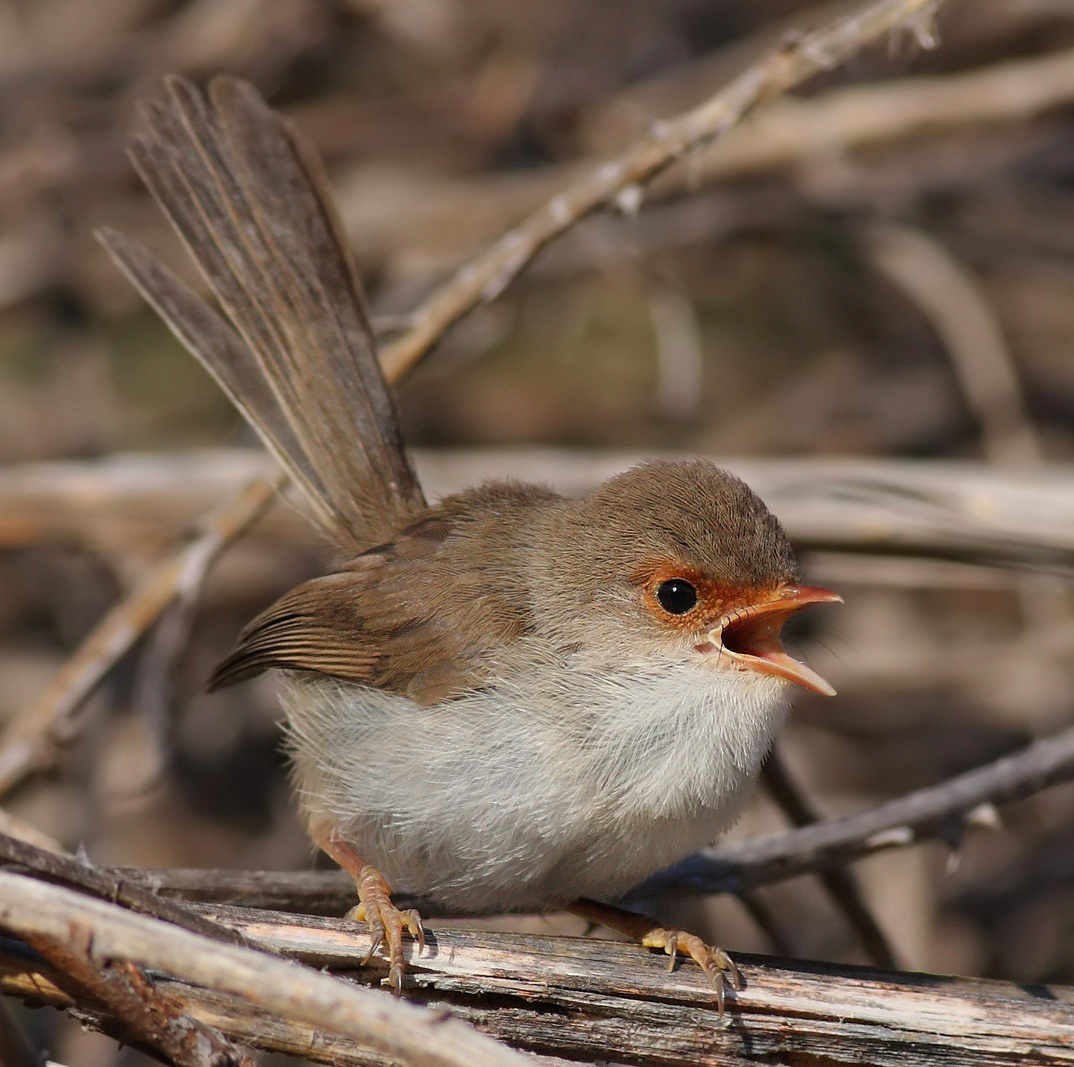
Une femelle à Swifts Creek, dans l'État de Victoria.

Comme les autres mérions, le Mérion superbe est remarquable pour son dimorphisme sexuel marqué, les mâles portant en période de reproduction un plumage très voyant qui comporte un bleu argenté iridescent contrastant avec le noir et le gris-brun du reste du corps. La couronne et les couvertures parotiques très colorées sont particulièrement mises en valeur lors de la parade nuptiale. Le mâle reproducteur a la calotte, les couvertures parotiques, le haut du dos et la queue couverts d'un plumage bleu éclatant, les ailes sont marron, la gorge, le trait loral traversant l'œil, la poitrine et le bec sont noirs. Les mâles non-reproducteurs, les femelles et les jeunes sont principalement fauve, avec le ventre plus clair, et la queue fauve également pour les femelles et les jeunes ou d'un gris-bleu mat pour les mâles. Le bec est marron chez les femelles et les jeunes et noir chez les mâles après leur premier hiver.
Les mâles immatures muent pour arborer le plumage reproducteur dès la première saison de reproduction suivant leur éclosion, bien que cette mue soit parfois incomplète et laisse des plumes brunâtres pendant encore un ou deux ans. Les deux sexes muent en automne, après la période de reproduction. Les mâles revêtent un plumage non-reproducteur éclipse ; ils muent pour reprendre leur plumage reproducteur en hiver ou au printemps. La couleur bleue du plumage des mâles, surtout au niveau des parotiques, est très irisée en raison de la disposition aplatie et tordue des barbules. Le plumage bleu reflète aussi fortement les rayons ultraviolets, ce qui permet à l'animal d'être mieux vu par d'autres mérions car leur spectre de vision des couleurs va jusque dans ces longueurs d'onde.

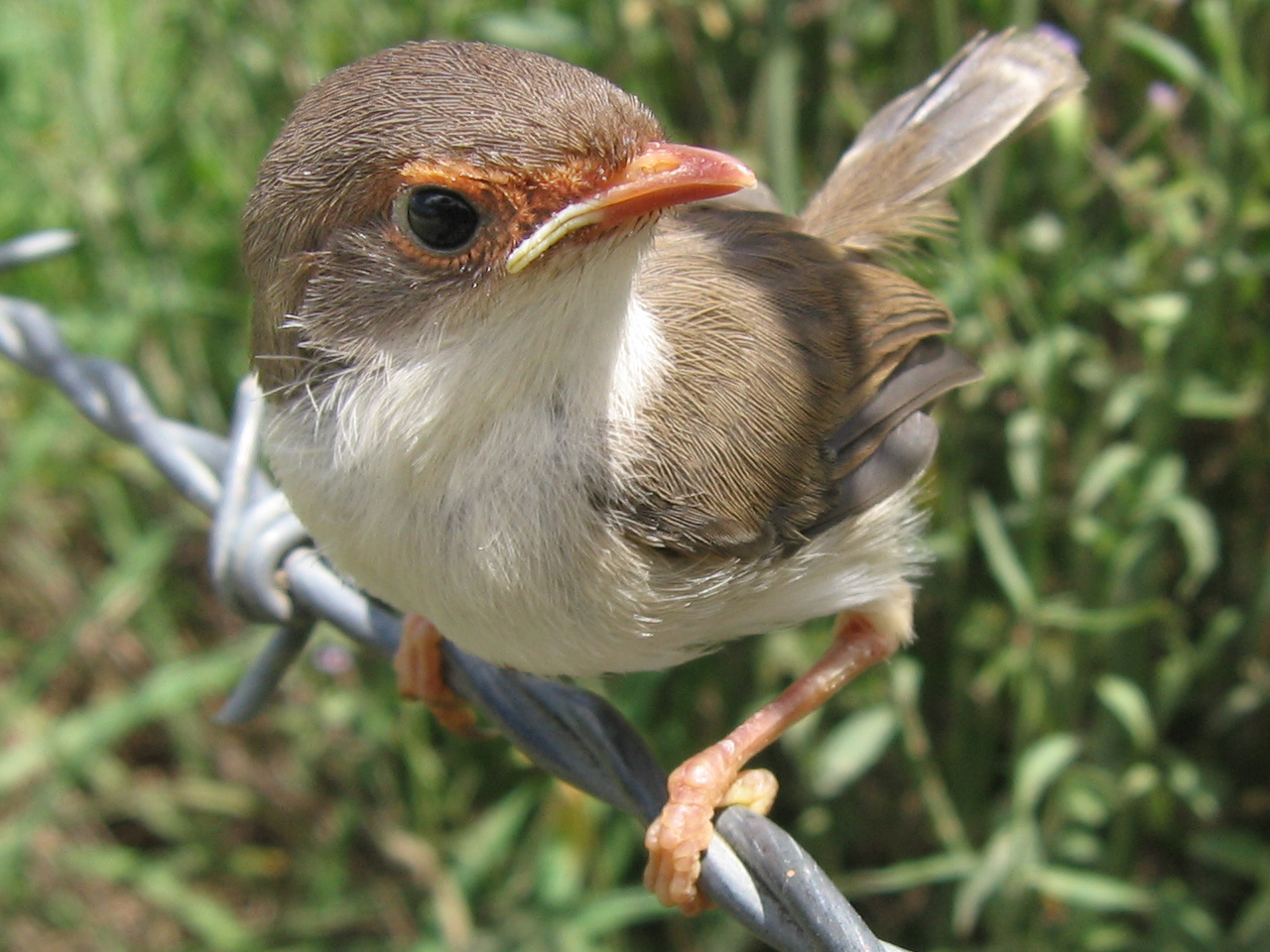
Un jeune Mérion superbe de la sous-espèce M. c. cyanochlamys.
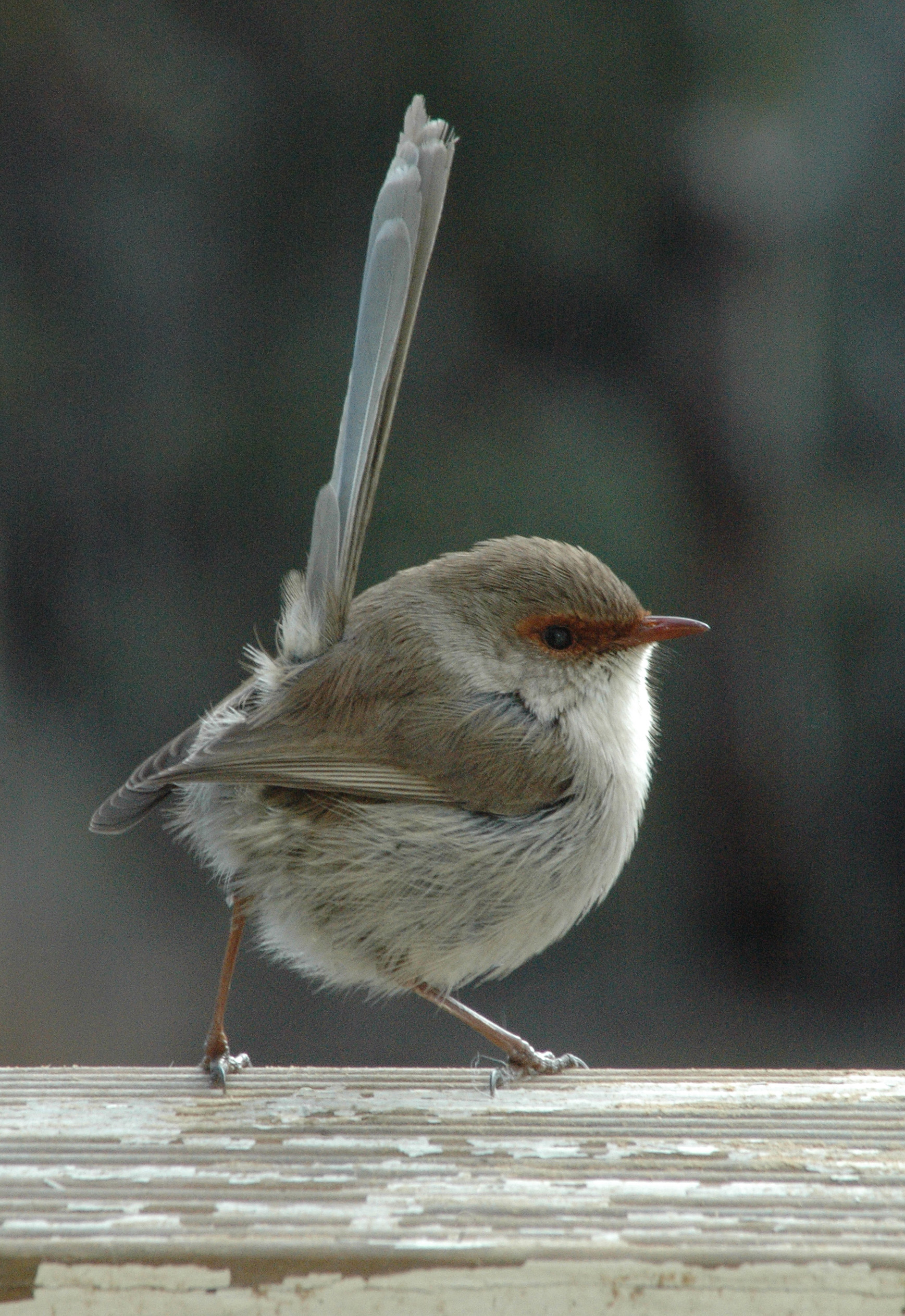
Les femelles adultes (ici M. c. cyaneus) ont un cercle oculaire de plumes rouge-orange.
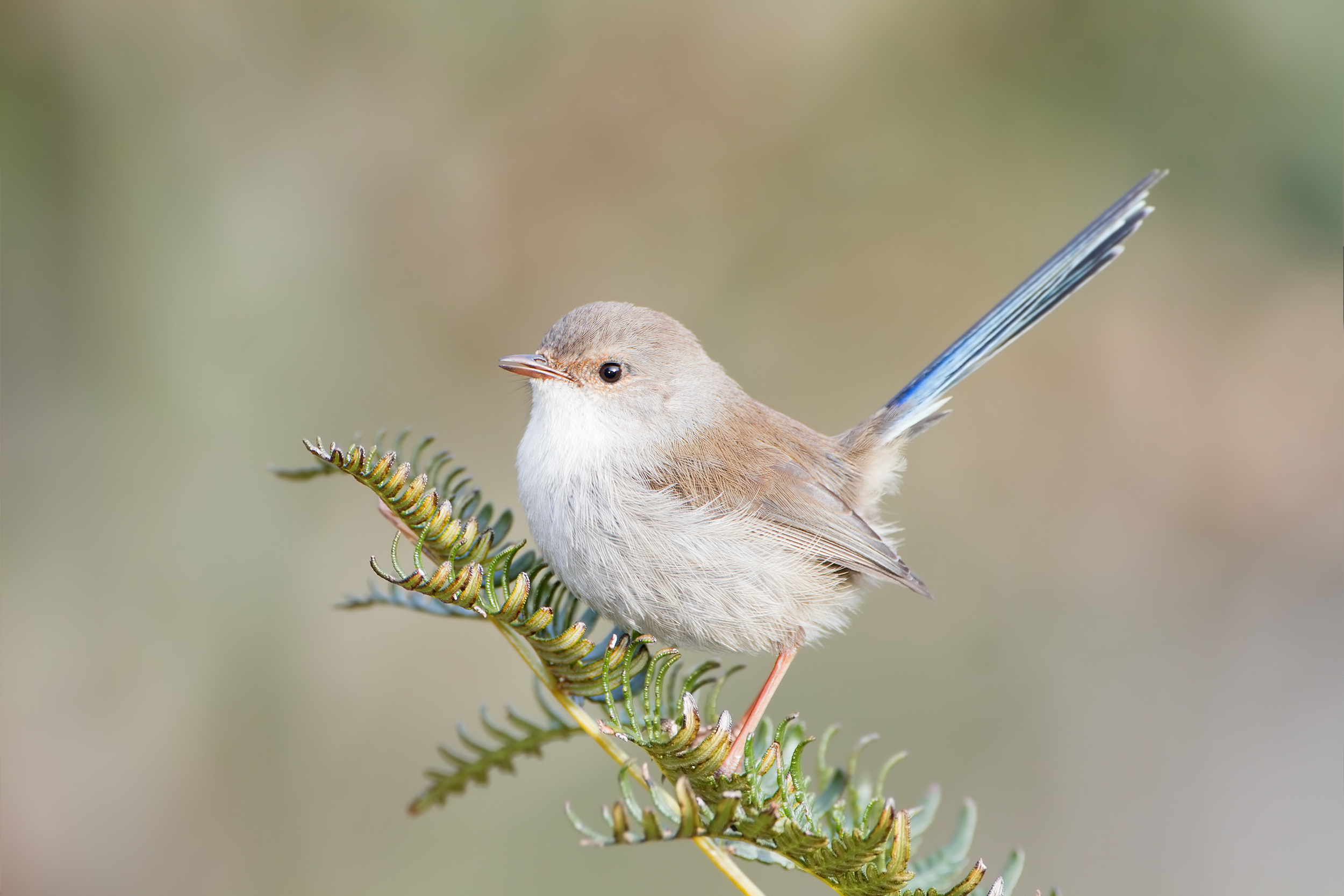
Un mâle adulte non-reproducteur.
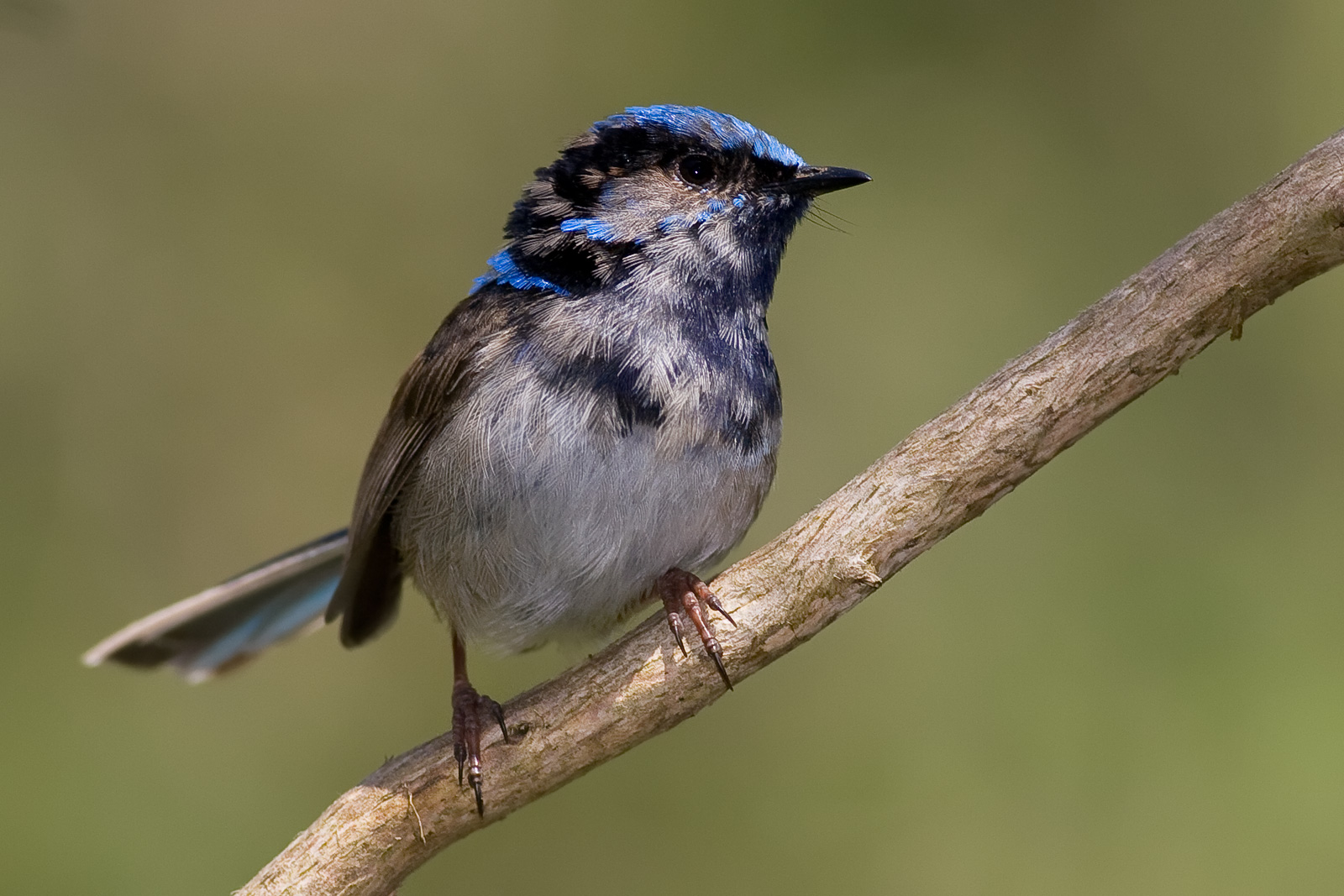
Ce mâle de la sous-espèce M. c. cyaneus et âgé d'un an commence à muer en plumage nuptial.

## Écologie et comportement

### Chant
Les communications vocales entre mérions sont surtout utilisées pour les échanges entre oiseaux d'un même groupe social et pour la défense d'un territoire. Le chant de base, ou de type I, est un enchaînement de notes aiguës comprenant 10 à 20 notes par seconde ; il est émis par les mâles et les femelles. Les mâles ont également un chant particulier dit de type II, qu'ils produisent en réponse aux cris des prédateurs, généralement les Cassicans à collier (Cracticus torquatus). Le rôle de ce comportement, qui n'entraîne pas de réponse des mérions voisins, reste inconnu. Ce n'est pas un cri d'alarme et il trahit auprès du prédateur l'emplacement du mâle l'émettant. Il pourrait servir à annoncer la bonne santé du mérion, mais cela est loin d'être certain. Le cri d'alarme du Mérion superbe est une série de vifs tchit, produits et compris par les petits oiseaux en réponse aux prédateurs de manière universelle. Les femelles émettent également une sorte de ronronnement durant l'incubation. Le Mérion superbe semble également utiliser un chant comme un « mot de passe » pour ses poussins, comme système de défense face au parasitisme de couvée exercé par les coucous.

### Habitudes de vie
Comme tous les maluridés, le Mérion superbe est très actif et cherche souvent sa nourriture sans répit, en particulier dans les zones ouvertes près d'un couvert, ou dans les feuillages bas. Il se déplace en séries de bonds et rebonds, s'équilibrant à l'aide de sa queue proportionnellement grande. Les ailes courtes et arrondies assurent une bonne impulsion et sont utiles pour les vols courts, mais pas pour les escapades prolongées. Au printemps et en été, les oiseaux sont actifs toute la journée et chantent en cherchant leur nourriture. Les insectes sont nombreux et faciles à attraper, ce qui permet aux oiseaux de se reposer entre leurs recherches ; le groupe se regroupe sous un couvert durant les heures les plus chaudes de la journée. La nourriture est difficile à trouver pendant l'hiver et les oiseaux sont obligés de passer la journée à la recherche de nourriture.
Le Mérion superbe pratique la reproduction communautaire, et forme des couples ou de petits groupes d'oiseaux maintenant et défendant de petits territoires toute l'année durant,. Les groupes sont composés d'un couple socialement monogame et de un ou plusieurs assistants, nés dans le territoire mais pas nécessairement issu du couple, qui aident à l'élevage des jeunes. Ces oiseaux auxiliaires aident dans la défense du territoire, l'alimentation et l'élevage des jeunes. Les oiseaux d'un même groupe se perchent côte à côte dans la végétation dense et se lissent mutuellement les plumes.
Les principaux prédateurs des nids des Mérions superbes sont le Cassican flûteur (Gymnorhina tibicen), les cassicans du genre Cracticus, le Martin-chasseur géant (Dacelo novaeguineae), les réveilleurs du genre Strepera, les corneilles et corbeaux du genre Corvus ou les pitohuis du genre Colluricincla ainsi que certains mammifères introduits, comme le renard roux (Vulpes vulpes), le chat ou encore le rat noir (Rattus rattus). Le Mérion superbe peut adopter une attitude défensive particulière nommée course du rongeur afin de distraire des prédateurs et les détourner du nid. L'oiseau abaisse la tête, le cou et la queue, se tient ailes dépliées et plumes ébouriffées, tout en s'enfuyant à toute vitesse et en émettant des cris d'alarme continus. Une étude de terrain menée à Canberra a montré que les Mérions superbes qui vivaient dans les zones fréquentées par le Méliphage bruyant (Manorina melanocephala) reconnaissaient les cris d'alarme de ces oiseaux et prenaient la fuite. Ceci suggère que l'espèce s'est adaptée et a appris à discerner les vocalises d'une autre espèce et à y répondre.

### Alimentation

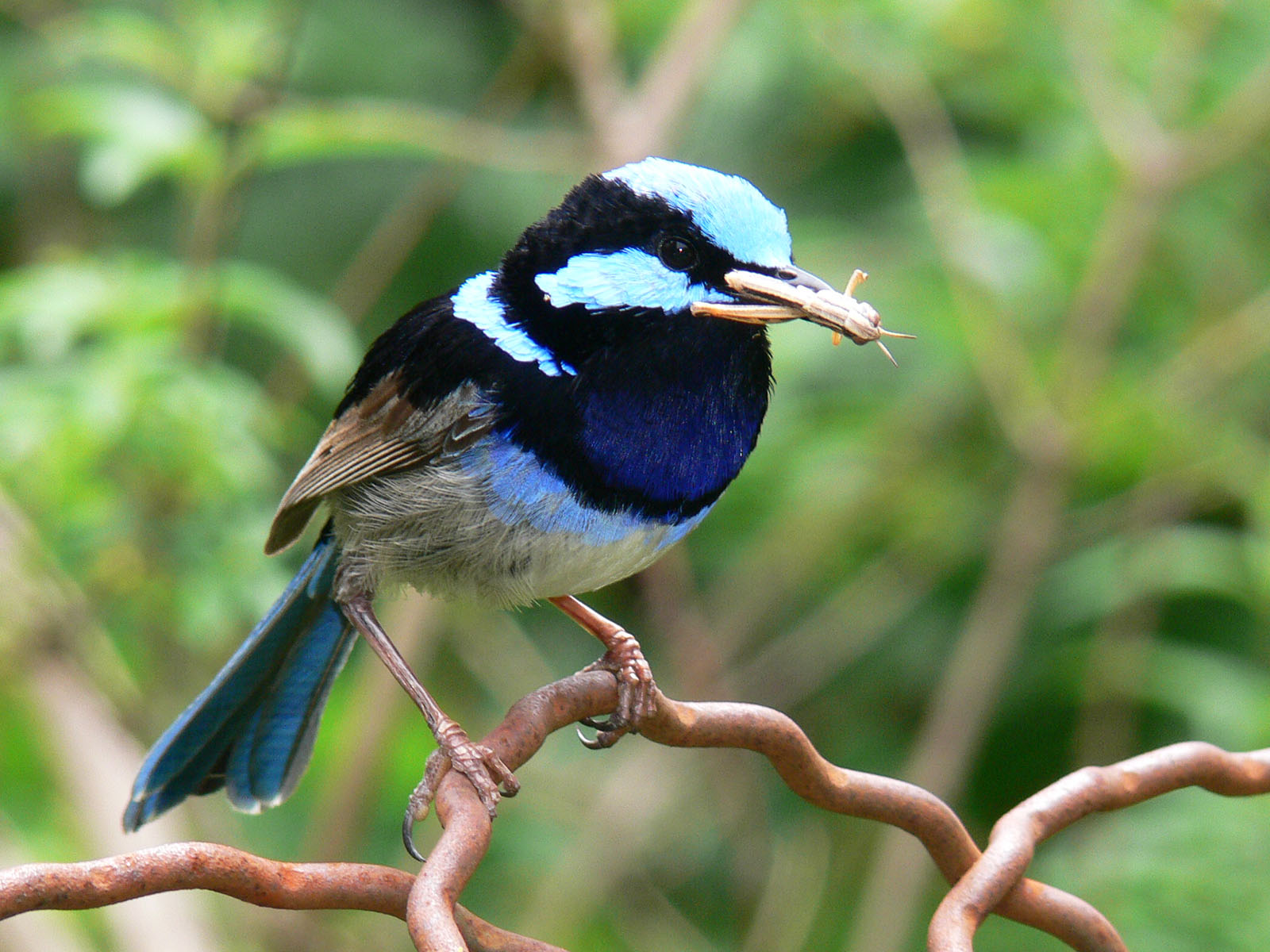
Mâle, de la sous-espèce M. c. cyanochlamys, en plumage nuptial avec une sauterelle dans le bec.

Le Mérion superbe est principalement insectivore. Son régime se compose d'une large gamme de petits animaux (surtout des insectes comme les fourmis, les sauterelles, les punaises, les mouches, les charançons ainsi que diverses larves), que l'oiseau complète par de petites quantités de graines, de fleurs et de fruits,. Les oiseaux cherchent leur nourriture en sautillant au sol ou dans les arbustes de moins de deux mètres de haut. Ils sont vulnérables lors de cette recherche et restent toujours très près du couvert et se déplacent en groupe. Pendant l'hiver, lorsque la nourriture est plus rare, les fourmis représentent une ressource alimentaire de « dernier recours » importante, et constituent alors une proportion beaucoup plus élevée du régime que pendant les autres saisons. Contrairement aux oiseaux adultes, les oisillons sont nourris de gros insectes, comme des chenilles et des sauterelles.

### Reproduction

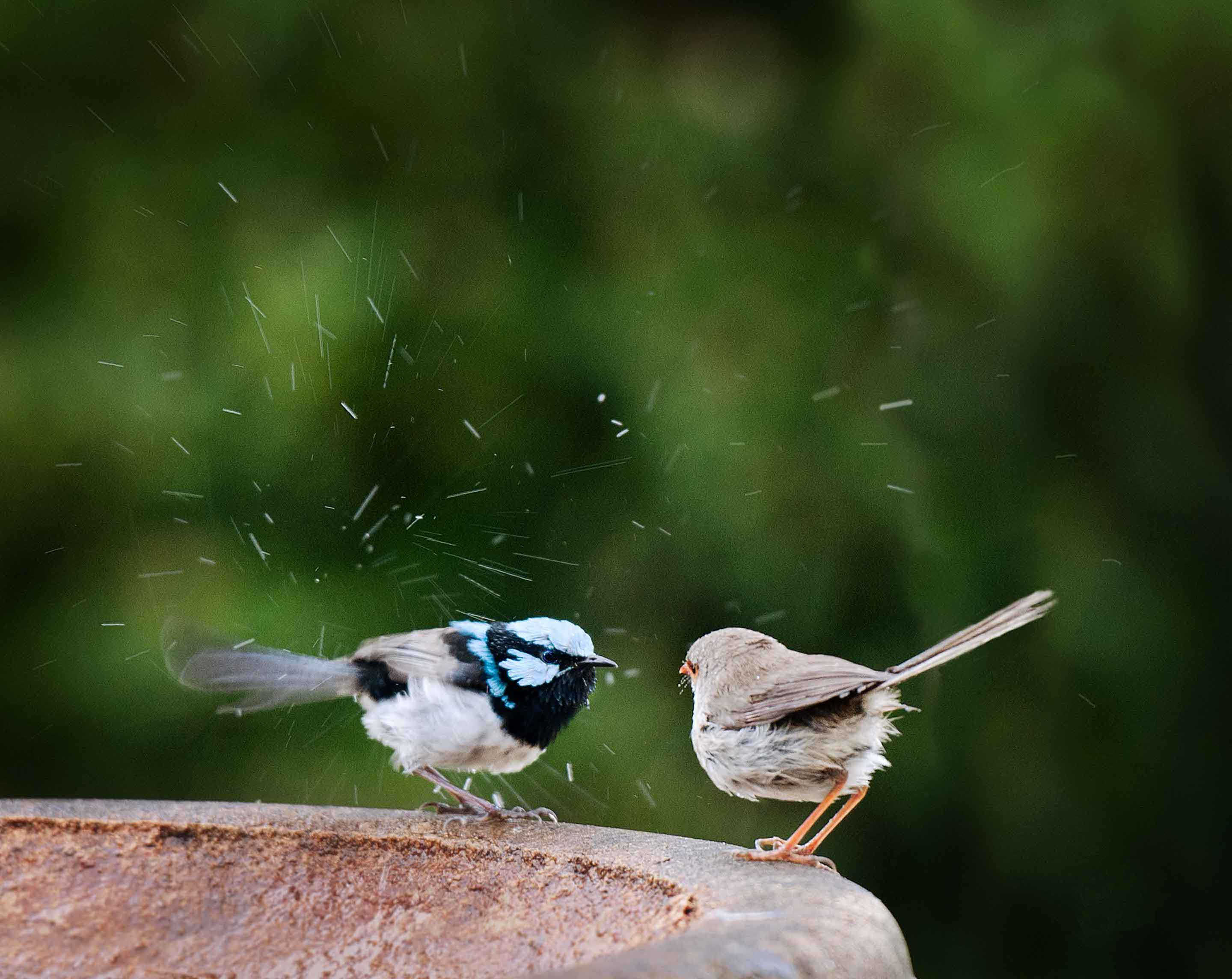
Un couple sur une fontaine de jardin en Nouvelle-Galles du Sud, Australie.

Plusieurs comportements ont été observés lors de la parade nuptiale du Mérion superbe mâle. Lors du vol de l'hippocampe, ainsi nommé pour les ondulations rappelant le poisson marin, le mâle — cou tendu et plumes de la tête dressées — passe d'une position horizontale à une position verticale avec son corps, descend lentement vers le sol puis saute en battant des ailes rapidement. Une autre attitude, appelée face de ventilateur et pouvant jouer un rôle agressif ou de parade sexuelle, consiste pour le mâle à gonfler ses parotiques bleues en dressant les plumes sur les côtés de sa tête.
La reproduction se déroule au printemps et au début de l'été. Pendant la saison de reproduction, les mâles de cette espèce, comme d'autres mérions, arrachent des pétales jaunes contrastant avec leur plumage, et les présentent aux femelles sur leur territoire ou peu fréquemment sur un autre territoire. Les mâles montrent parfois des pétales aux femelles dans d'autres territoires en dehors de la saison de reproduction, sans doute pour se promouvoir. Les maluridés sont socialement monogames mais présentent une promiscuité sexuelle : un couple se lie pour la vie mais mâle comme femelle vont régulièrement s'accoupler avec d'autres individus ; certains oisillons sont ainsi élevés par un mâle qui n'est pas leur père. Le Mérion superbe est parmi les animaux qui produisent le plus de spermatozoïdes. Le comportement sexuel très libre de la femelle exacerbe la compétition entre spermatozoïdes et serait la raison de cette profusion. Le Mérion superbe peut être la proie de plusieurs parasites de couvée, comme le Coucou de Horsfield (Chrysococcyx basalis), ou moins couramment le Coucou éclatant (C. lucidus) ou encore le Coucou à éventail (Cacomantis flabelliformis).
Le nid est généralement situé à moins d'un mètre du sol ; c'est une boule faite d'herbes lâches et de toiles d'araignées avec une entrée sur un côté. Il peut y avoir deux couvées ou plus lors d'une saison de reproduction prolongée. Chaque ponte est constituée de trois ou quatre œufs blancs mats tachés de brun-rouge, mesurant 12 × 16 mm. Les œufs sont incubés pendant 14 jours, après quoi ils éclosent dans les 24 heures. Les nouveau-nés sont aveugles, rouges et déplumés, mais s'assombrissent rapidement au fur et à mesure que les plumes poussent. Les oisillons ouvrent leurs yeux après cinq ou six jours et sont entièrement plumés au bout du dixième jour. Les oisillons ne sont pas seulement élevés par le couple mais par d'autres mâles qui se sont accouplés avec la femelle. Tous les membres du groupe les nourrissent et éliminent leurs sacs fécaux durant les 10 à 14 premiers jours. Les oisillons sont capables de s'alimenter seuls à partir du 40e jour, mais restent dans le groupe familial pour un an ou plus avant de partir pour un autre groupe ou de prendre une position dominante dans leur groupe d'origine.

## Répartition et habitat

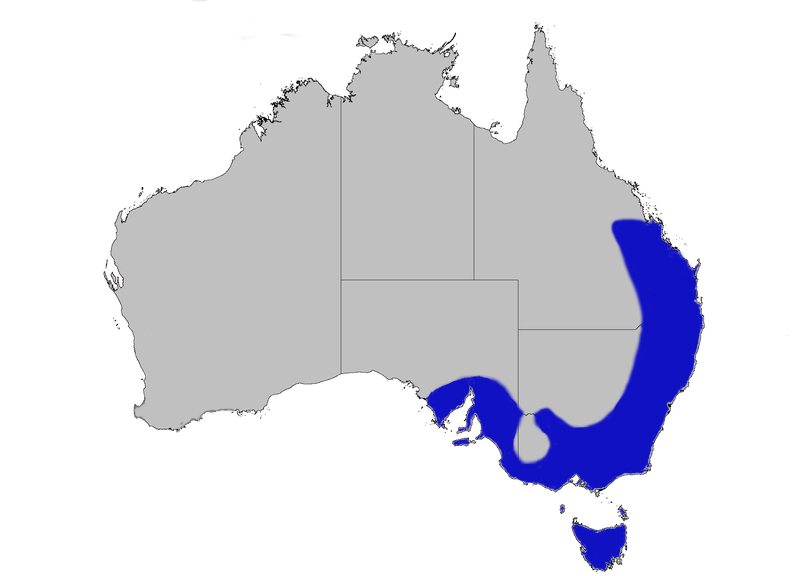
M. c. cyaneus, en Tasmanie
M. c. cyanochlamys, en Australie

Le Mérion Superbe est commun dans la plus grande partie du Sud-Est du continent australien, qui est relativement humide et fertile, depuis le Sud-Est de l'Australie-Méridionale (dont Adélaïde, l'île Kangourou et la péninsule d'Eyre), en passant par l'État de Victoria, la Tasmanie, le long de la côte et ses environs de la Nouvelle-Galles du Sud et du Queensland, et jusqu'au nord dans la région de Brisbane. C'est un oiseau commun dans les banlieues de Sydney, de Melbourne ou encore de Canberra. Il vit dans les zones boisées, généralement fournies en sous-bois, mais il est également adapté à la vie urbaine et peut être trouvé dans les parcs et jardins urbains du moment qu'il bénéficie d'un sous-bois de plantes indigènes à proximité. Le lantanier (Lantana camara), une adventice prolifique en Australie, a également fourni des abris dans les zones perturbées, tout comme les mûriers (genre Rubus), plantes envahissantes introduites.
Contrairement à d'autres mérions, l'environnement urbain et l'introduction du Moineau domestique (Passer domesticus) semblent lui profiter, selon une étude menée sur le terrain de l'Université nationale australienne à Canberra. Des colonies de Mérions superbes peuvent être trouvées dans le Hyde Park et dans les jardins botaniques royaux du centre urbanisé de Sydney. On ne le trouve pas dans les forêts denses, ni dans les environnements alpins. Les plantations forestières de pins (genre Pinus) et d'eucalyptus sont tout aussi inadaptées car elles n'offrent pas de sous-bois.

## Taxinomie et systématique
Le Mérion superbe est l'une des douze espèces de mérions du genre Malurus, que l'on trouve en Australie et en Nouvelle-Guinée. Dans le genre, le plus proche parent de ce mérion est le Mérion splendide (M. splendens) ; ces deux espèces sont elles-mêmes étroitement apparentées au Mérion couronné (M. coronatus) du Nord-Ouest de l'Australie.
En 1777, William Anderson, alors chirurgien et naturaliste du troisième voyage du capitaine James Cook, recueille le premier spécimen de Mérion superbe lors d'un voyage au large de la côte orientale de la Tasmanie, dans la baie de l'Aventure de l'île Bruny. Il donne à l'oiseau le protonyme de Motacilla cyanea, la queue de l'oiseau lui rappelant les bergeronnettes européennes du genre Motacilla. Anderson ne vit cependant pas assez longtemps pour publier cette découverte, et c'est son assistant, William Ellis, qui décrit l'oiseau en 1782. Ce mérion est rattaché au genre Malurus par Louis Jean Pierre Vieillot en 1816, donnant à l'oiseau son nom scientifique actuel.
Peu de temps après l'arrivée de la First Fleet au Port Jackson de Sydney, l'oiseau prend le nom vulgaire de Superb Warbler pour les colons britanniques. Dans les années 1920, il est appelé Wren, Wren-warbler et Fairywren, noms donnés en référence à sa ressemblance avec le Troglodyte mignon (Troglodytes troglodytes) appelé wren par les anglophones (warbler désigne les fauvettes, fairy les fées). On lui donne également le nom de Mormon Wren, soit « troglodyte mormon », en référence à l'ancien mariage plural de cette communauté et car l'on croyait alors que les mérions mâles étaient polygames, en prenant pour des femelles tous les oiseaux au plumage marron en compagnie d'un mâle, aux couleurs bleues. Les Ngarrindjeri du fleuve Murray et du parc national de Coorong ont eux appelé ce mérion Waatji pulyeri, ce qui signifie « le petit du buisson de Waatji », le waatji étant un nom pour Muehlenbeckia florulenta ; les Gunaïs l'appelaient Deeydgun, qui signifie « petit oiseau avec une longue queue ». Le Mérion superbe était aussi, comme le Mérion de Lambert, appelé muruduwin par les Eoras et les Darugs, peuples du bassin de Sydney.
Malgré son nom anglais moderne de fairywren, le Mérion superbe est sans rapport avec les troglodytes. À l'origine classé dans la famille des Muscicapidae,, et plus tard en tant que membre de la famille des Sylviidae, il est finalement placé dans une nouvelle famille créée en 1975, celle des Maluridae. Plus récemment, une analyse ADN montre que la famille des Maluridae est liée aux familles des Meliphagidae et des Pardalotidae, qui appartiennent toutes trois à la super-famille Meliphagoidea,.

### Sous-espèces
Selon le Congrès ornithologique international et Alan P. Peterson, il existe six sous-espèces, :
- Malurus cyaneus cyaneus (Ellis, 1782), décrite en 1782[61], vit en Tasmanie[59] ;
- Malurus cyaneus samueli Mathews, 1912, de couleur intermédiaire entre cyaneus et elizabethae[48], vit sur Flinders Island, au large du Sud-Est de l'Australie[59] ;
- Malurus cyaneus elizabethae A.J. Campbell, 1901, d'un bleu nettement plus sombre[62], vit sur l'île King, au nord-ouest de la Tasmanie[59] ;
- Malurus cyaneus cyanochlamys Sharpe, 1881[63], vit dans le Sud-Est de l'Australie[59] ;
- Malurus cyaneus leggei Mathews, 1912, vit dans le centre-Sud de l'Australie[59] ;
- Malurus cyaneus ashbyi Mathews, 1912, vit sur l'île Kangourou, au large du Sud de l'Australie[59].

Les sous-espèces de Tasmanie et des îles du détroit de Bass sont cependant généralement regroupées dans la seule sous-espèce M. c. cyaneus, avec des oiseaux plus grands et plus sombres que ceux de la sous-espèce continentale. Les mâles sont également d'une couleur bleu azur plus profond. On ne reconnaît alors qu'une seule autre sous-espèce, M. c. cyanochlamys, comptant les oiseaux du continent australien, en général plus petits et plus pâles que ceux de Tasmanie, et avec certains spécimens mâles du Queensland portant une couronne pâle bleu argenté.

### Histoire évolutive
Dans sa monographie de 1982, Richard Schodde propose que l'ancêtre commun au Mérion superbe et au Mérion splendide ait habité le Sud de l'Australie, et que les deux espèces aient divergé depuis deux enclaves, au Sud-Est de l'Australie pour le Mérion superbe, au Sud-Ouest pour le Mérion splendide. Le Sud-Ouest ayant été dans le passé plus sec que le Sud-Est, le Mérion splendide a pu se répandre dans les régions intérieures. Le Mérion superbe a lui pu se répandre en Tasmanie au cours d'une période glaciaire lorsque le niveau de la mer était bas et que l'île était connectée avec le reste du continent par un pont terrestre. La population tasmanienne se serait ensuite retrouvée isolée et a donné naissance à la sous-espèce cyaneus ; l'équivalent se serait produit sur les différentes îles du détroit de Bass ou le Mérion superbe habite, mais plus récemment ; pour cela le statut des sous-espèces samueli, elizabethae, leggei et ashbyi est discuté.

## Représentations culturelles
Le Mérion superbe était utilisé comme emblème d'un club australien d'observateurs d'oiseaux, le Bird Observation & Conservation Australia. L'espèce figure aussi, par erreur, sur un timbre de l'Australia Post du 12 août 1999, qui était en fait censé représenter un Mérion splendide. Ce mérion a également été représenté sur un timbre de 1964 de valeur faciale 2 shillings et 5 pences (2s.5d.), abandonné avec l'avènement de la monnaie décimale.